# Damokloid
Damokloider är en kategori asteroider karaktäriserade av en omloppsbana som liknar den hos Halleys komet eller långperiodiska kometer med en hög excentricitet, men som saknar den för kometer typiska koman och svansen. Typexempel på damokloider är asteroiderna 5335 Damocles och 1996 PW. 
Damokloider tros ha sitt ursprung i kometer av samma typ som Halley's komet men som har förlorat allt material som kan dunsta bort och därmed bara består av en torr kärna. Sådana kometer tros härstamma från Oorts moln. Denna hypotes stärks av det faktum att ett antal objekt som man till en början har trott vara damokloider och därför fått tillfälliga beteckningar som småplaneter senare har visat upp en koma och har bekräftats vara kometer: C/2001 OG108 (LONEOS), C/2002 CE10 (LINEAR), C/2002 VQ94 (LINEAR), C/2004 HV60 (Spacewatch) och möjligen andra. En annan stark indikator är att vissa damokloider har en retrograd (medurs) omloppsbana runt solen, olikt alla andra typer av asteroider.
I september 2008 hade 39 damokloider hittats. Den genomsnittliga radien är åtta kilometer. Albedon på fyra damokloider har uppmätts och dessa har visat sig vara bland de mörkaste kända objekten i solsystemet. Damokloider är rödaktiga i färgen, men är inte så röda som många objekt i kuiperbältet eller centaurer.

### Webbkällor
- List of Damocloids

- David Jewitt, The Damocloids

- David Jewitt, A first look at the Damocloids